# Mýrdalsjökull
A Mýrdalsjökull (IPA: [ˈmirtalsˌjœːkʏtl]ⓘ) gleccser Izland déli részén található, a nála kisebb Eyjafjallajökull gleccsertől keletre, Vík í Mýrdaltól északi irányban. Közte és az Eyjafjallajökull gleccser közt húzódik a Fimmvörðuháls átjáró. A gleccser 1493 méter magasra magasodik a tengerszint fölé és 1980-ban még területe 595 km2 volt. A gleccser jégsapkája a Katla vulkánon található. A vulkáni kaldera átmérője 10 kilométer. Kitörései nagyjából 40-80 évente következnek be. Legutóbbi kitörése 1918-ban volt. A tudósok részletesen vizsgálják a vulkán működését, mióta 2010. áprilisában kitört a közeli Eyjafjallajökull. Időszámításunk után 930-tól 16 kitörésről készültek feljegyzések. Az Eldgjá vulkanikus hasadékvölgy, mely 30 kilométeren át húzódik a sziget belsejében, több vulkán közelében halad el, többek közt a Mýrdalsjökull mellett is.
Mielőtt a Hringvegur, vagyis az egész izlandi partvidéket körbefutó főútvonal elkészült, az emberek nem mertek errefelé járni, mivel a hirtelen vulkanikus működés miatt gyorsan megolvadó jéggátak és jégtömegek olvadékvize gyorsan és hirtelen jövő jégárakat hoz létre a vidéken, melyet a helyiek jökulhlaupnak hívnak. 1918-ban különösen nagy pusztítást vitt véghez a partvidéken a lahar, vagy magyarul az iszapáradat okozott és, amely 5 kilométerrel növelte meg a sziget partvonalát. 
A Mýrdalsjökull egy igen szélsőségesen csapadékos pontja Európának, mivel itt az éves csapadékmennyiség eléri a 10 métert is.

## Nevének jelentése
A Mýrdalsjökull neve izlandi nyelven azt jelenti, hogy: a "mire völgyi gleccser".

## Galéria

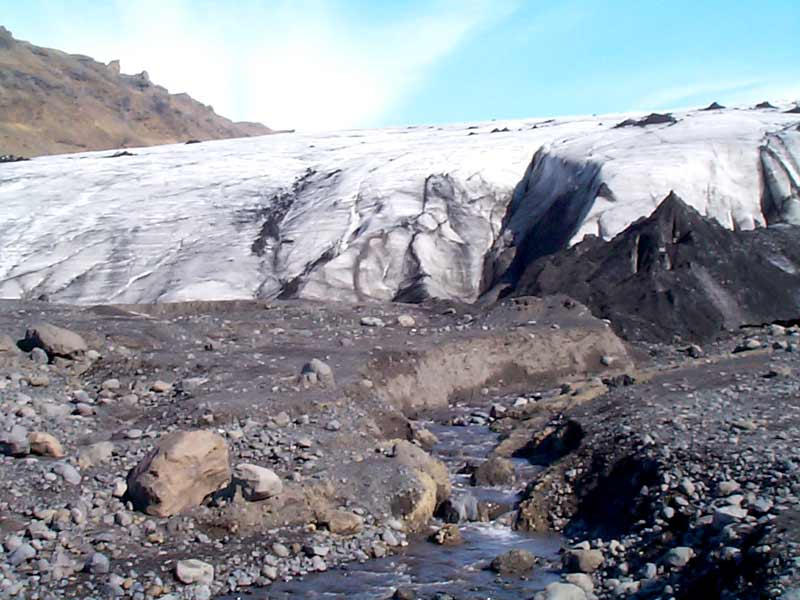
Mýrdalsjökull
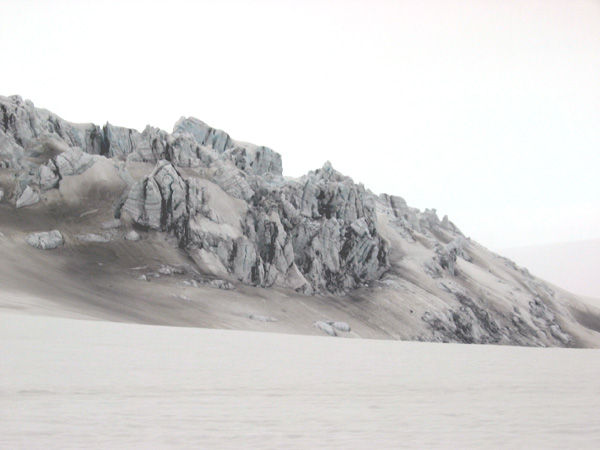
Egy jégforma a Mýrdalsjökullon
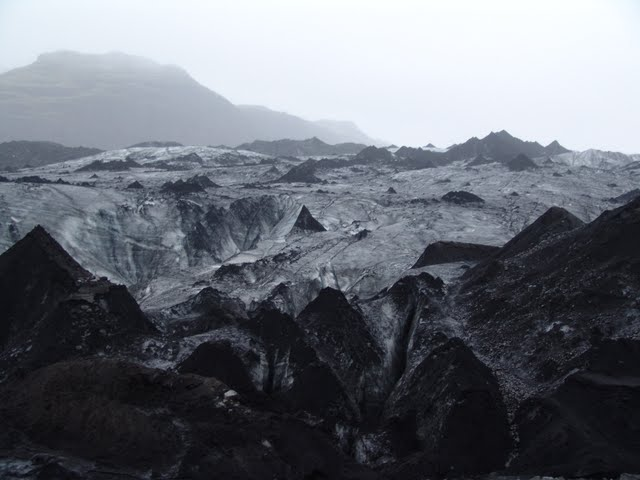
A Mýrdalsjökull gleccser vulkáni hamuval beborítva

## Fordítás
Ez a szócikk részben vagy egészben  a   Mýrdalsjökull című angol Wikipédia-szócikk ezen változatának fordításán alapul.  Az eredeti cikk szerkesztőit annak laptörténete sorolja fel. Ez a jelzés csupán a megfogalmazás eredetét és a szerzői jogokat jelzi, nem szolgál a cikkben szereplő információk forrásmegjelöléseként.